# Belgisch voetbalelftal onder 19 (vrouwen)
Het Belgisch vrouwenvoetbalelftal onder 19 is een vrouwenvoetbalelftal voor spelers onder de 19 jaar. Speelsters die 19 jaar zijn op het moment dat de kwalificatie voor een toernooi begint, kunnen blijven deelnemen. Zo kunnen er dus speelsters van 20 jaar aan een toernooi deelnemen.
België -19 speelt jaarlijks kwalificatiewedstrijden voor het Europees kampioenschap voetbal vrouwen onder 19. Via het eindtoernooi zijn vervolgens eens in de twee jaar tickets te verdienen voor het wereldkampioenschap voetbal vrouwen onder 20.

## Prestaties op eindrondes
| Jaar   | Ronde               | Wed.                | W                   | G                   | V                   | D+                  | D-                  |
| ------ | ------------------- | ------------------- | ------------------- | ------------------- | ------------------- | ------------------- | ------------------- |
| 2008   | Niet gekwalificeerd | Niet gekwalificeerd | Niet gekwalificeerd | Niet gekwalificeerd | Niet gekwalificeerd | Niet gekwalificeerd | Niet gekwalificeerd |
| 2009   | Niet gekwalificeerd | Niet gekwalificeerd | Niet gekwalificeerd | Niet gekwalificeerd | Niet gekwalificeerd | Niet gekwalificeerd | Niet gekwalificeerd |
| 2010   | Niet gekwalificeerd | Niet gekwalificeerd | Niet gekwalificeerd | Niet gekwalificeerd | Niet gekwalificeerd | Niet gekwalificeerd | Niet gekwalificeerd |
| 2011   | Niet gekwalificeerd | Niet gekwalificeerd | Niet gekwalificeerd | Niet gekwalificeerd | Niet gekwalificeerd | Niet gekwalificeerd | Niet gekwalificeerd |
| 2012   | Niet gekwalificeerd | Niet gekwalificeerd | Niet gekwalificeerd | Niet gekwalificeerd | Niet gekwalificeerd | Niet gekwalificeerd | Niet gekwalificeerd |
| 2013   | Niet gekwalificeerd | Niet gekwalificeerd | Niet gekwalificeerd | Niet gekwalificeerd | Niet gekwalificeerd | Niet gekwalificeerd | Niet gekwalificeerd |
| 2014   | Groepsfase          | 3                   | 0                   | 0                   | 3                   | 1                   | 5                   |
| 2015   | Niet gekwalificeerd | Niet gekwalificeerd | Niet gekwalificeerd | Niet gekwalificeerd | Niet gekwalificeerd | Niet gekwalificeerd | Niet gekwalificeerd |
| 2016   | Niet gekwalificeerd | Niet gekwalificeerd | Niet gekwalificeerd | Niet gekwalificeerd | Niet gekwalificeerd | Niet gekwalificeerd | Niet gekwalificeerd |
| 2017   | Niet gekwalificeerd | Niet gekwalificeerd | Niet gekwalificeerd | Niet gekwalificeerd | Niet gekwalificeerd | Niet gekwalificeerd | Niet gekwalificeerd |
| 2018   | Niet gekwalificeerd | Niet gekwalificeerd | Niet gekwalificeerd | Niet gekwalificeerd | Niet gekwalificeerd | Niet gekwalificeerd | Niet gekwalificeerd |
| 2019   | Groepsfase          | 3                   | 0                   | 0                   | 3                   | 0                   | 8                   |
| 2022   | Niet gekwalificeerd | Niet gekwalificeerd | Niet gekwalificeerd | Niet gekwalificeerd | Niet gekwalificeerd | Niet gekwalificeerd | Niet gekwalificeerd |
| 2023   | Gekwalificeerd      | Gekwalificeerd      | Gekwalificeerd      | Gekwalificeerd      | Gekwalificeerd      | Gekwalificeerd      | Gekwalificeerd      |
| Totaal | 2/13                | 6                   | 0                   | 0                   | 6                   | 1                   | 13                  |

| Jaar   | Ronde               | Wed.                | W                   | G                   | V                   | D+                  | D-                  |
| ------ | ------------------- | ------------------- | ------------------- | ------------------- | ------------------- | ------------------- | ------------------- |
| 2002   | Niet gekwalificeerd | Niet gekwalificeerd | Niet gekwalificeerd | Niet gekwalificeerd | Niet gekwalificeerd | Niet gekwalificeerd | Niet gekwalificeerd |
| 2004   |                     |                     |                     |                     |                     |                     |                     |
| 2006   |                     |                     |                     |                     |                     |                     |                     |
| 2008   |                     |                     |                     |                     |                     |                     |                     |
| 2010   |                     |                     |                     |                     |                     |                     |                     |
| 2012   |                     |                     |                     |                     |                     |                     |                     |
| 2014   |                     |                     |                     |                     |                     |                     |                     |
| 2016   |                     |                     |                     |                     |                     |                     |                     |
| 2018   |                     |                     |                     |                     |                     |                     |                     |
| 2022   |                     |                     |                     |                     |                     |                     |                     |
| Totaal | 0/10                | 0                   | 0                   | 0                   | 0                   | 0                   | 0                   |